# Fg (Unix)
fg (ang. foreground) – polecenie konsoli uniksowej służące do przeniesienia procesu działającego w tle na pierwszy plan.
Do wywołania komendy nie są potrzebne uprawnienia roota.

## Wywołanie
```
fg
 
[
job_spec
]

```

Obiekt job_spec może być odniesieniem do:
- numeru procesu [%n],
- początkowego ciągu znaków nazwy procesu [%str],
- ciągu znaków zawartego w nazwie procesu [%?str],
- obecnie wykonywanego procesu [%% ] lub [%+],
- poprzednie wykonywanego procesu [%-].